# Alois Kašpar (1843)
Alois Kašpar (19. března 1843, Chrast u Chrudimi – 3. května 1913, Kvíček u Slaného) byl český národní buditel, klasický filolog, archeolog, malíř a muzejní kurátor.

## Život
Absolvoval studia klasické filologie na Filozofické fakultě Karlo-Ferdinandovy univerzity v Praze. Jako profesor klasických jazyků vyučoval na gymnáziu v Petrohradě, od roku 1874 v Simferopolu na Krymu. Zkoumal antické a skytské archeologické památky na Krymu, a to v Simferopolu, Chersonu a v lokalitě starověkého Chersonésu u Sevastopolu. V 90. letech zkoumal také skytské mohyly.
Byl členem Ruské archeologické společnosti. Založil a vedl guberniální zemské muzeum v Simferopolu. Přátelil se s básníkem Juliem Zeyerem, jemuž zprostředkoval místo vychovatele v Rusku a daroval mu některé archeologické nálezy. Stýkal se také s dalšími Čechy v Rusku, například s Otakarem Červeným a jeho manželkou.
V roce 1883 se vrátil do Čech, 22. 7. 1883 se ve Smečně se oženil s Kateřinou Neuräutterovou. a s ní opět odcestoval do Ruska. Pracoval jako kurátor muzeí v ruském Petrohradu a na Ukrajině v Simferopoli a v Kyjevě.
Roku 1897 se přestěhoval do Prahy a nastoupil jako kurátor a knihovník do Náprstkova muzea, jemuž věnoval mnohé archeologické nálezy a artefakty ze své sbírky. Roku 1907 se odstěhoval na Slánsko, kde také zemřel.

## Pozůstalost
Svou knihovnu a sbírku starožitností odkázal Náprstkovu muzeu. Literární pozůstalost je uložena v Památníku národního písemnictví.